# 三浦花井介
三浦花井介（学名：Hanaiborchella miurensis）为浪花介科花井介屬下的一个种。